# Henri Degré
Jean Baptiste Henri Degré dit  Henri Degré, né le 13 février 1818 à Drambon, et mort le 18 septembre 1893 à Ahuy, est un architecte-urbaniste français qui a participé activement aux transformations de Dijon durant le Second Empire et au début de la Troisième République.

## Biographie

### Famille et formation
Henri Degré est le fils de Jean-Hubert Degré, maire de la commune de Drambon d'où il est natif et d'Anne Dauvé. Il entre à l’école nationale supérieure des beaux-arts de Paris en 1838 et sera élève d'Henri Labrouste. Il s'installe ensuite sur Dijon et se marie avec Catherine Eugénie Bourgis le 20 mai 1844, la cérémonie étant officiée par l'adjoint au maire Adrien-Léon Lacordaire. Ils auront deux enfants : Claude Pierre Albert Degré (1847-1935), élève de Charles Laisné à l’école nationale supérieure des beaux-arts de Paris en 1867, architecte puis professeur à école nationale supérieure des beaux-arts de Dijon et Chevalier de la légion d'honneur, ainsi que Marie Marthe Degré (1853-1918).

### Carrière
A son arrivée à Dijon, il sera un temps associé à l'architecte Alfred Chevrot. 
En 1866, il participe au concours d'urbanisme pour le débastionnement de Dijon et dépose le projet "Le temps fait l'impossible". Il fera partie des lauréats avec les géomètres Jétot et Bachet et publiera la même année la "Deuxième  brochure sur  le débastionnement".  
A l'instar du baron Haussmann à Paris, il s'investit dans l'urbanisme de la ville et présente de nombreux projets qui seront réalisés, pour certains de son vivant ou repris en partie après sa mort pour d'autres comme : 
- La disposition des nouveaux boulevards, de nouvelles percées, rues, places ou squares.
- La construction d'un nouveau marché aux Jacobins
- L'aménagement du quartier Nord avec la publication de la brochure "Avenir de Dijon au point de vue des alignements" en 1851 [10],[11]
- Le transfert du cimetière au clos Lecomte, route d'Auxonne en 1867[12]
- Plan de la ville de Dijon et ses environs en 1867[13]
- Projet d'aménagement de la place Darcy avec l'ingénieur Louis-Clément Weinberger en 1869[14]
- Rapport sur la démolition du Château de Dijon en 1871

Il collabora ainsi à la transformation de Dijon  avec l'hydraulicien Henry Darcy, les architectes : François Papinot, Arthur Chaudouet, Félix Vionnois, Adrien-Léon Lacordaire, Louis Belin, Albert Leprince ou encore Jean-Philippe Suisse et Charles Suisse.
Il contribuera également à la renaissance des toits polychrome en bourgogne lorsqu'il dessine en 1881  les plans, élévation et détails de l’hôtel de Frasans pour l’"Encyclopédie d’architecture".
Il sera adjoint au maire de Dijon et décèdera dans une maison d'Ahuy qu'il possède tout en étant domicilié au n°26 rue de la préfecture à Dijon dans la maison dite "Lambert".

## Œuvres

### Arcey
- Le lavoir, en 1846[16].

### Aubigny-la-Ronce
- L'église paroissiale Saint-Jean-Baptiste, entre 1854 et 1857[17].

### Beire-le-Châtel
- L'église paroissiale Saint-Laurent, entre 1864 et 1867[18].
- Mobilier de l'église Saint-Laurent avec le marbrier Eugène Chamson et le menuisier Jules Billiette : fonts baptismaux de style néo-gothique[19], bénitiers[20],[21], autels[22], confessionnal de style néo-gothique[23].

### Commarin
- La marie-école, en 1846[24].

### Dijon
- Maison pour Salomon Caen et Sophie Stern, située au 17 bis cours Général-de-Gaulle, en 1842[25].
- La maison "Génolin-Schwartz et Jacquot-Maillard", située au 14 cours Général-de-Gaulle, en 1854[26].
- L'Église Saint-Pierre sur les plans de Jean-Baptiste Antoine Lassus, entre 1853 et 1858[27].

### Gergueil
- La fontaine et le lavoir, entre 1846 et 1847[28],[29].
- La mairie, entre 1849 et 1851[30].
- Restauration de l'église paroissiale Sainte-Barbe, entre 1865 et 1886[31].

### Meilly-sur-Rouvres
- Agrandissement de l'église paroissiale, entre 1859 et 1862[32].

### Noiron-sur-Bèze
- Reconstuction du clocher de l'église parassoiale Saint-Nicolas, en 1868[33].

### Sainte-Marie-sur-Ouche
- Reconstruction de l'église paroissiale de la Nativité, entre 1864 et 1869[34].
- Ancien pensionnat de jeunes filles, situé au 158 Grande rue, en 1884[35].

### Vaux-Saules
- Les lavoirs, entre 1857 et  1858[36],[37],[38].

## Galerie

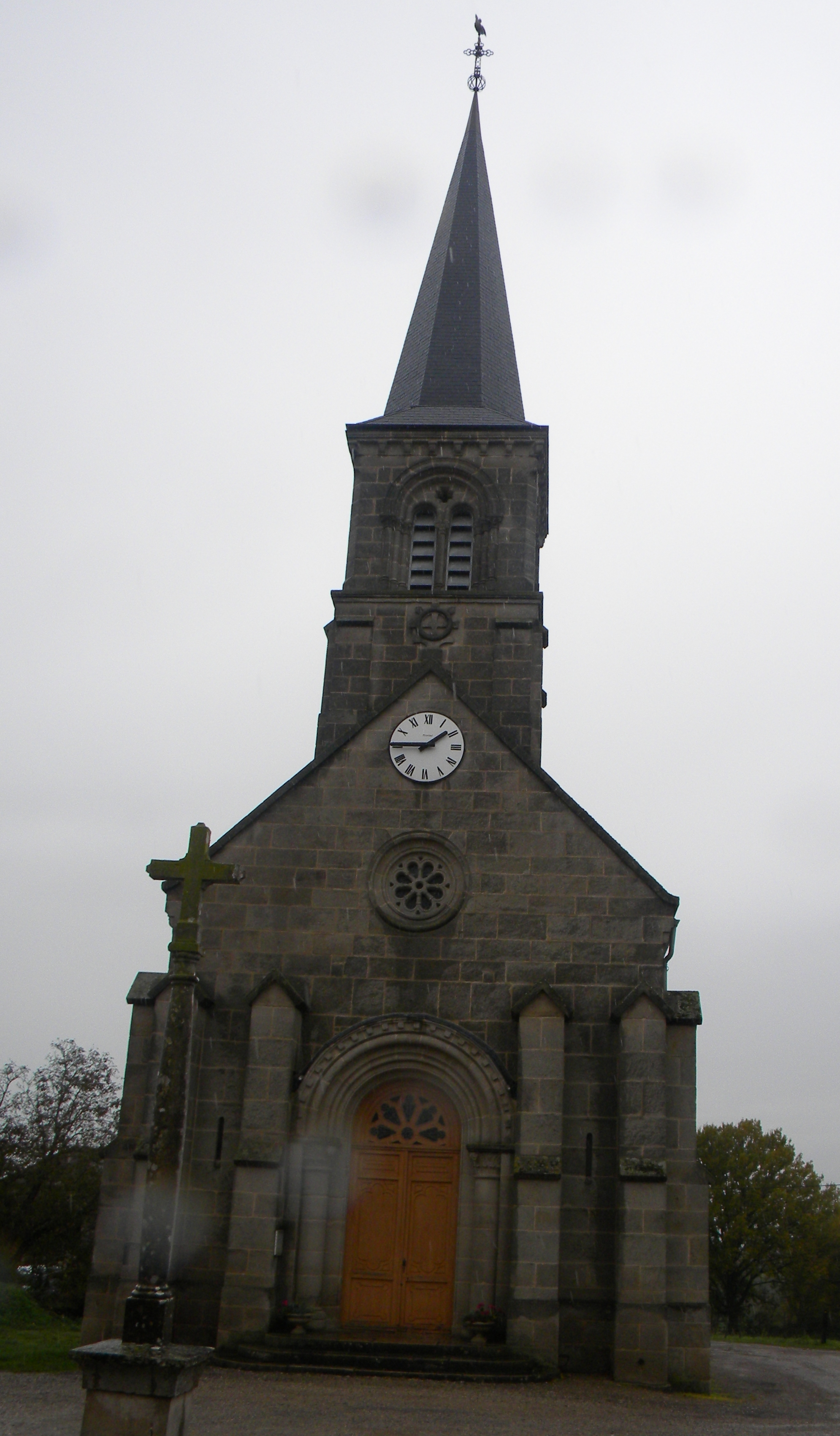
l'église Saint-Jean-Baptiste d' Aubigny-la-Ronce
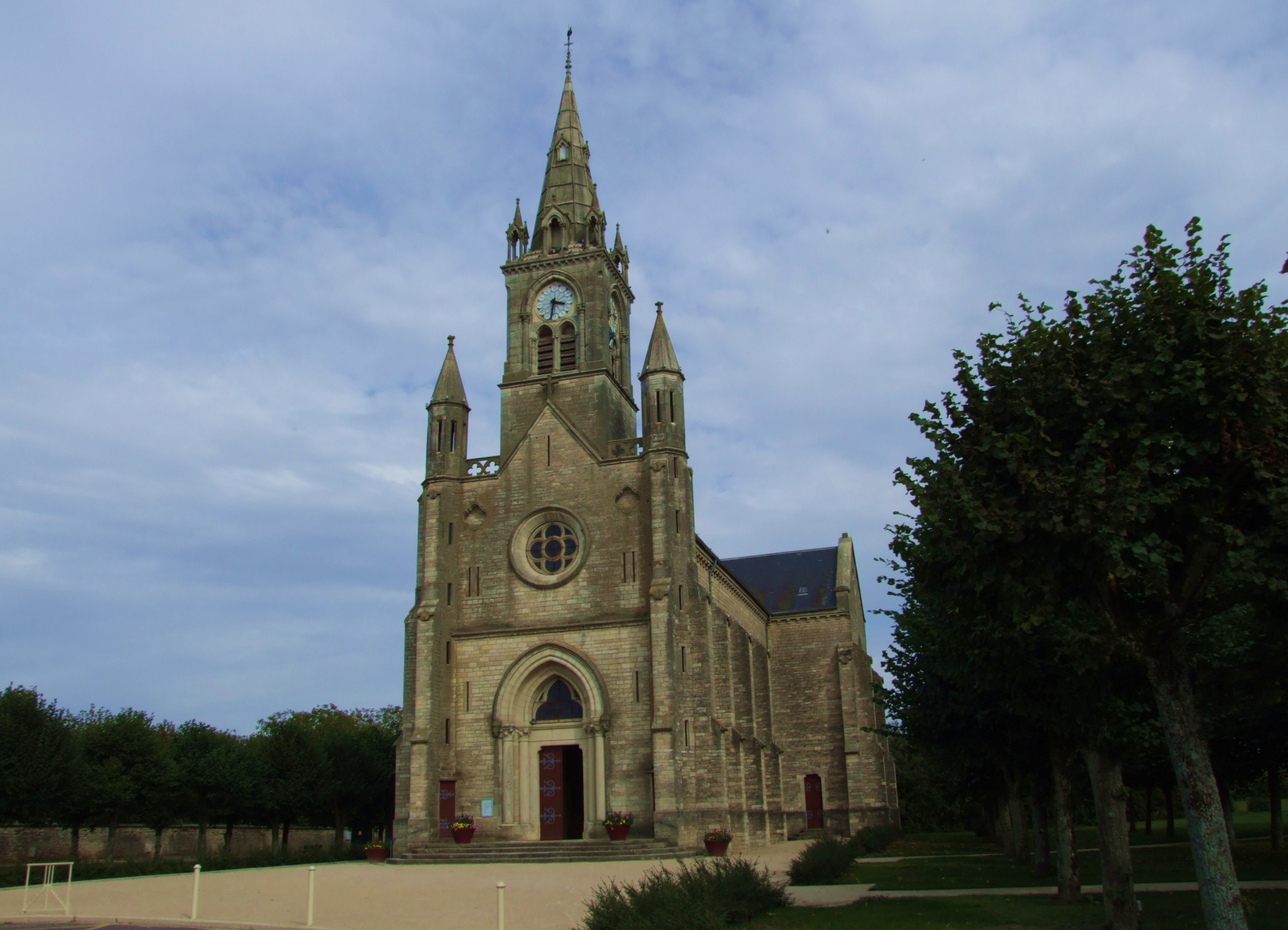
l'église Saint-Laurent de Beire-le-Châtel
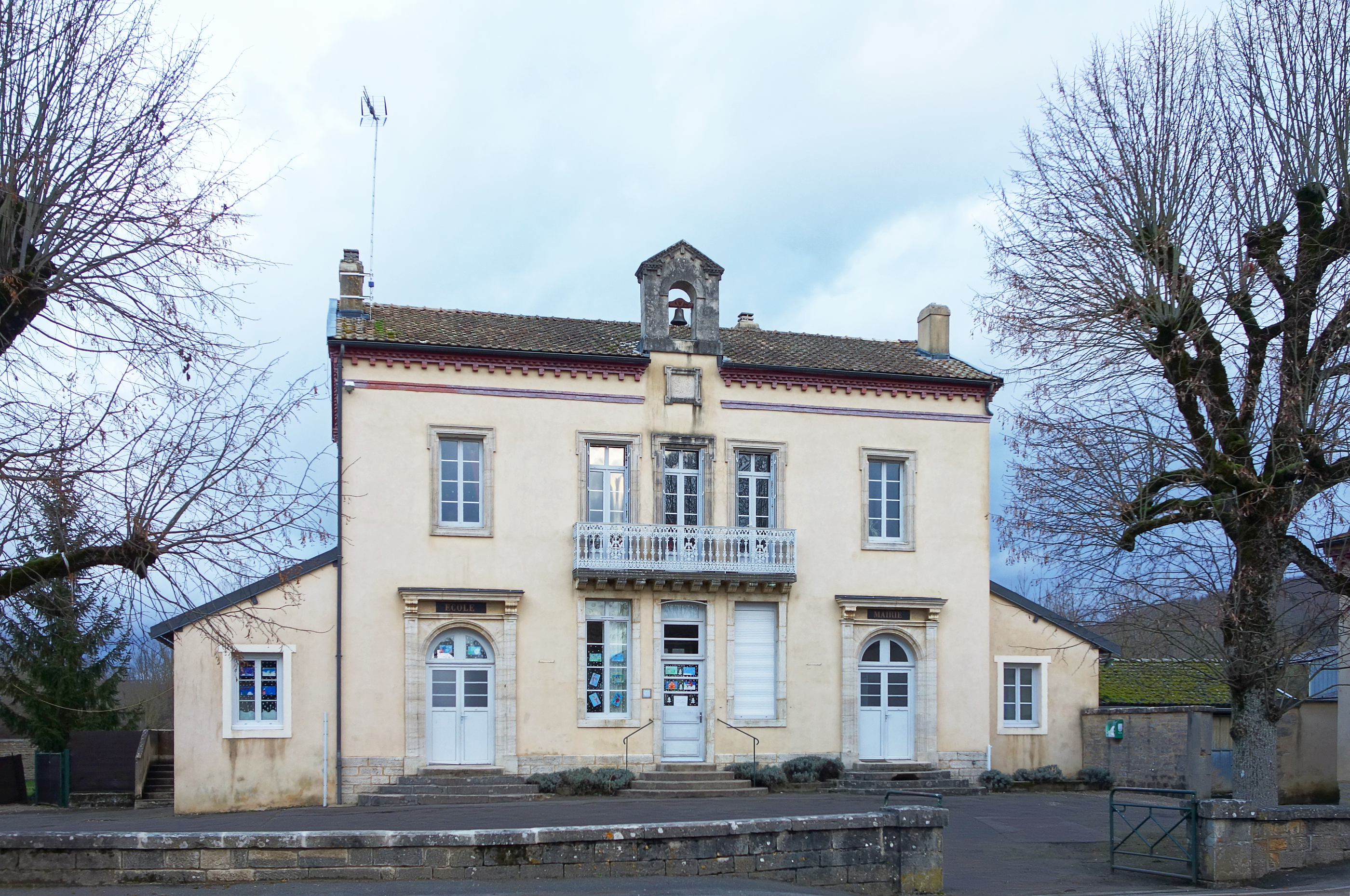
Mairie-école de Commarin
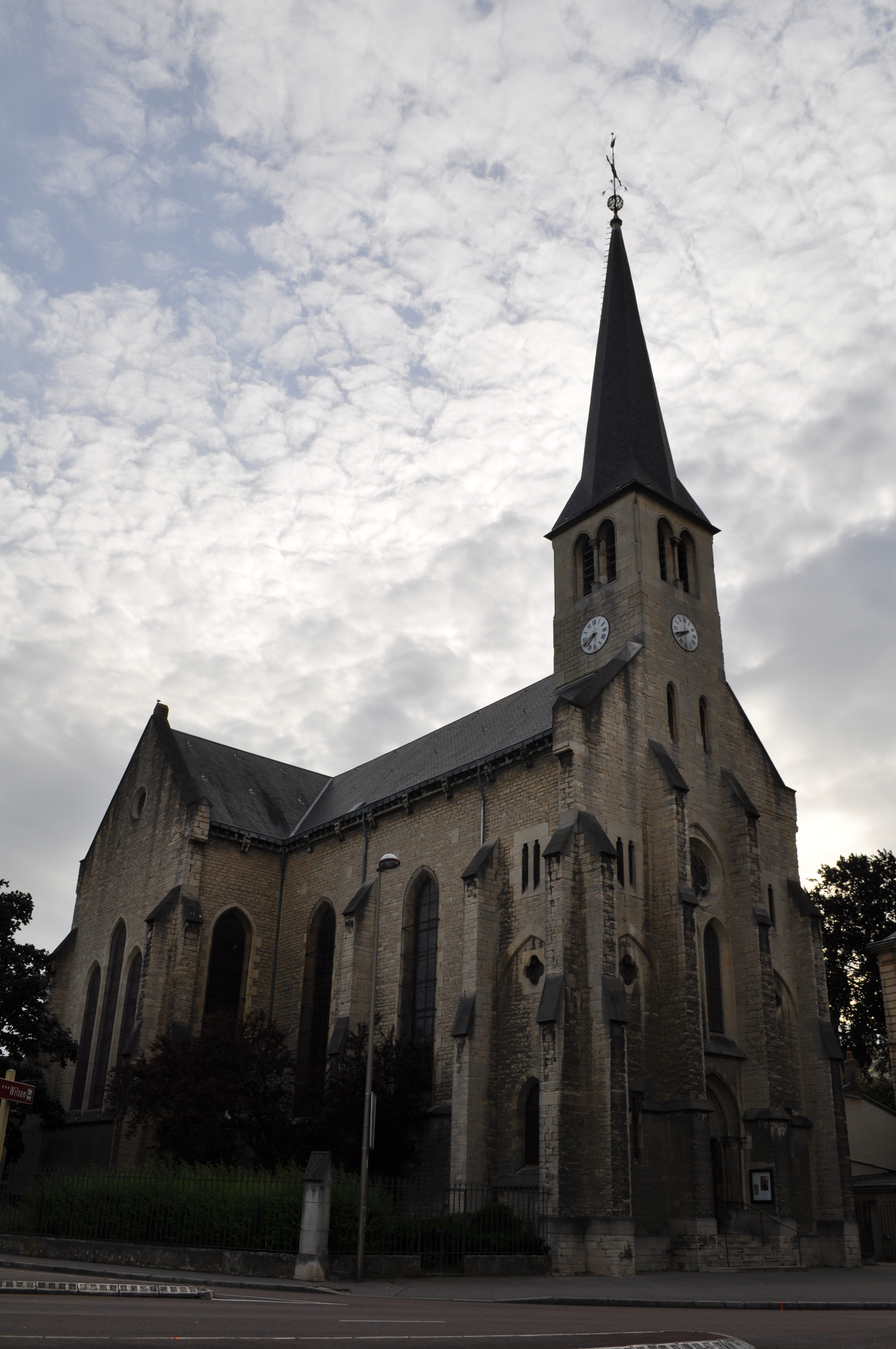
Église Saint-Pierre de Dijon